# Залесяни (Малопольське воєводство)
Залесяни (пол. Zalesiany) — село в Польщі, у гміні Ґдув Велицького повіту Малопольського воєводства.
Населення — 115 осіб (2011).

## Демографія
Демографічна структура станом на 31 березня 2011 року:
|          | Загалом | Допрацездатний вік | Працездатний вік | Постпрацездатний вік |
| -------- | ------- | ------------------ | ---------------- | -------------------- |
| Чоловіки | 52      | 9                  | 39               | 4                    |
| Жінки    | 63      | 17                 | 34               | 12                   |
| Разом    | 115     | 26                 | 73               | 16                   |